# 蒙多凡
蒙多凡（法語：Montdauphin，法語發音：[mɔ̃dofɛ̃] ⓘ）是法国塞纳-马恩省的一个市镇，属于普罗万区。

## 地理
蒙多凡（48°51'5"N, 3°25'42"E）面积9.84 平方千米，位于法国法蘭西島大區塞纳-马恩省，该省份为法国北部内陆省份，北起瓦兹省，西接埃松省、马恩河谷省、塞纳-圣但尼省和瓦兹河谷省，南至卢瓦雷省，东南接约讷省，东临马恩省和奥布省，东北接埃纳省。
与蒙多凡接壤的市镇（或旧市镇、城区）包括：旺迪耶尔、韦尔德洛、蒙托利韦、布里地区迪斯和莫兰。

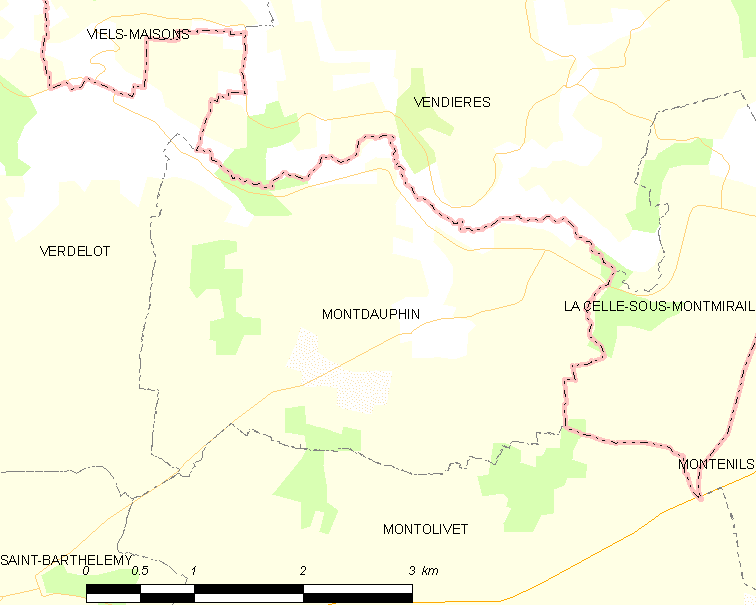
蒙多凡的OSM定位图

蒙多凡的时区为UTC+01:00、UTC+02:00（夏令时）。

## 行政
蒙多凡的邮政编码为77320，INSEE市镇编码为77303。

## 政治
蒙多凡所属的省级选区为库洛米耶县。

## 人口

1962-2008年间蒙多凡人口变化图示

蒙多凡于2022年1月1日时的人口数量为237人。